# آب‌دهانه

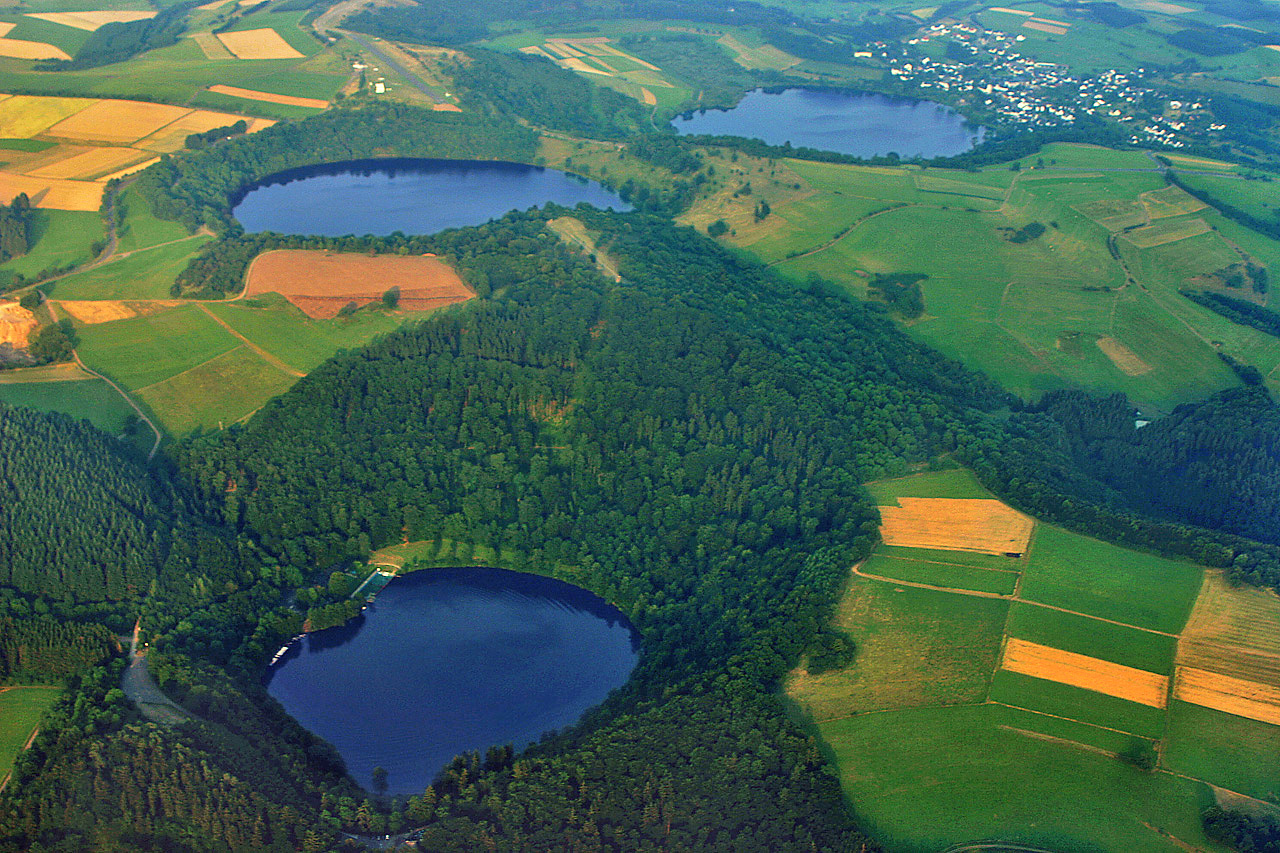
سه آب‌دهانه در نزدیکی شهر داون، آلمان.

آبدهانه یا مآر (انگلیسی: Maar) به دهانه انفجاری آتشفشانی گفته می‌شود که قطر بزرگ داشته و به وسیلهٔ دریاچه یا برکه اشغال شده باشد.
آب‌دهانه، دهانه کم‌عمق با کف مسطح است هنگام انفجارهای بخاری بالای دودکش آتشفشانی (فوران‌های آب‌ماگمایی) به وجود می‌آید. اندازه آب‌دهانه‌ها از قطر ۲۰۰ تا ۶۵۰۰ پا و عمق ۳۰ تا ۶۵۰ پا تغییر می‌کند. آب‌دهانه‌ها اغلب با آب پر می‌شوند و دریاچه می‌سازند.
آب‌دهانه‌ها، دهانه‌های نسبتاً وسیع آتشفشانی هستند و اغلب به وسیله بخار آب حاصل از گرمای ایجاد می‌شوند. آب‌دهانه‌ها اغلب در مناطق مرطوب و دریایی رخ می‌دهند. 